# Ochterus perbosci
Ochterus perbosci är en insektsart som först beskrevs av Guerin-meneville 1843.  Ochterus perbosci ingår i släktet Ochterus och familjen Ochteridae. Inga underarter finns listade i Catalogue of Life.